# Безбелодробни саламандри
Безбелодробните саламандри (Plethodontidae) са семейство земноводни от разред Опашати земноводни (Caudata).
Таксонът е описан за пръв път от британския зоолог и филателист Джон Едуард Грей през 1850 година.

## Родове
- Подсемейство Hemidactyliinae
  - Aquiloeurycea
  - Batrachoseps – Червеообразни саламандри
  - Bolitoglossa
  - Bradytriton
  - Chiropterotriton
  - Cryptotriton
  - Dendrotriton
  - Eurycea
  - Gyrinophilus – Изворни саламандри
  - Hemidactylium
  - Isthmura
  - Ixalotriton
  - Nototriton – Южни саламандри
  - Nyctanolis
  - Oedipina
  - Parvimolge
  - Pseudoeurycea
  - Pseudotriton
  - Stereochilus
  - Thorius
  - Urspelerpes
- Подсемейство Plethodontinae
  - Aneides
  - Desmognathus
  - Ensatina – Тихоокеански саламандри
  - Hydromantes
  - Karsenia
  - Phaeognathus
  - Plethodon – Горски саламандри
  - Speleomantes